# Eusebio Cáceres
Eusebio Cáceres López (* 10. September 1991 in Onil, Provinz Alicante) ist ein spanischer Leichtathlet, der im Weitsprung antritt.

## Sportliche Laufbahn
Eusebio Cáceres ist tritt seit 2006 in internationalen Leichtathletik-Wettkämpfen an. Zunächst startete er in verschiedensten Teildisziplinen, weshalb er 2007 auch im Achtkampf bei den U18-Weltmeisterschaften in Ostrava an den Start ging. Nach den acht Disziplinen landete er mit 6144 Punkten auf dem sechsten Platz. Bereits 2008 trat er als Sechzehnjähriger erstmals bei den nationalen Hallenmeisterschaften der Erwachsenen an und konnte dabei im Weitsprung den fünften Platz belegte. Im Juni wurde er mit 7,86 m spanischer U20-Meister. Anschließend ging er bei den U20-Weltmeisterschaften in Bydgoszcz, neben dem Weitsprung, auch mit der Sprintstaffel an den Start. Während er mit der Staffel das Ziel im Vorlauf nicht erreichte, gewann er in seiner Paradedisziplin mit 7,59 m die Bronzemedaille. 2009 trat er gleich in drei Wettkämpfen bei den U20-Europameisterschaften in Novi Sad an. Während er über 100 m im Vorlauf ausschied, belegte er sowohl mit der Staffel als auch im Weitsprung, jeweils den sechsten Platz.
2010 gewann Cáceres zunächst im Frühjahr bei den spanischen U20-Hallenmeisterschaften die Goldmedaille im Siebenkampf. Im Sommer trat er erneut bei U20-Weltmeisterschaften an, diesmal im kanadischen Moncton. Nachdem er die Qualifikation ohne Schwierigkeiten überstand, sprang er im Finale 7,90 m, womit er die Silbermedaille gewann. Mit der Staffel schied er im Vorlauf aus. Noch im selben Monat trat er auch bei den Europameisterschaften in Barcelona an. Nachdem er bereits 2009 erstmals eine Weite von 8 Metern überspringen konnte, sprang er in der Qualifikation 8,27 m und steigerte seine Bestleistung damit erheblich. Im Finale konnte er an diese Weite nicht anknüpfen und landete mit 7,93 m auf dem achten Platz. Seine Weite aus der Qualifikation bedeutete einen neuen europäischen Juniorenrekord. 2011 wurde er spanischer Hallenmeister im Weitsprung. Im März trat er bei den Halleneuropameisterschaften in Paris an, schied dort allerdings in der Qualifikation aus. Während des folgenden Sommers kam er nur einmal in die Nähe seiner Bestleistung aus dem letzten Jahr. Bei den U23-Europameisterschaften zog er zwar in das Finale ein, kam dort allerdings nicht über 7,64 m hinaus und wurde Achter. Anschließend nahm er bei den Weltmeisterschaften in Daegu erstmals an Weltmeisterschaften bei den Erwachsenen teil. In der Qualifikation kam er auf 7,91 m, womit er den 18. Platz belegte.
2012 wurde Cáceres Elfter bei den Hallenweltmeisterschaften in Istanbul und konnte zudem den nationalen Hallenmeistertitel erfolgreich verteidigen. Im Juli trat er bei den Europameisterschaften in Helsinki an, bei denen er in das Finale einzog und darin mit 8,06 m den fünften Platz belegte. Noch im selben Monat verbesserte er sich bei den spanischen U23-Meisterschaften auf 8,31 m. Im August wurde er erstmals auch in der Freiluft spanischer Meister und nahm zudem an den Olympischen Spielen in London teil. Dabei blieb er allerdings unter acht Metern und landete auf dem insgesamt 14. Platz. Im Laufe der Saison 2013 sprang er kontinuierlich deutlich über acht Meter und trat damit als einer der Favoriten bei den U23-Europameisterschaften in Tampere an. Im Finale stellte er mit 8,37 m eine neue Bestweite auf, die bis heute aktuell ist (Stand 2020). Mit dieser Weite, die zugleich einen neuen Meisterschaftsrekord bei U23-Europameisterschaften bedeutete, krönte er sich zum Europameister. Nur zwei Tage später fügte er zu den Goldmedaille noch eine Bronzemedaille mit der 4-mal-100-Meter-Staffel hinzu. Exakt einen Monat später trat er auch beim Saisonhöhepunkt, den Weltmeisterschaften in Moskau, an. Dabei gelang ihm der Einzug in das Finale, in dem er mit 8,26 m als Vierter knapp die Medaillenränge verpasste. 2014 wurde Cáceres erneut spanischer Meister und startete im August bei den Europameisterschaften in Zürich. Dabei zog er in das Finale ein und belegte, wie schon bei den Weltmeisterschaften, den vierten Platz.
Im Januar 2015 stellte Cáceres mit 8,16 m in Karlsruhe seine Hallenbestleistung auf. Die gesamte Saison übernahm er an keinen internationalen Meisterschaften teil, konnte im August allerdings erneut bei den nationalen Titelkämpfen gewinnen. 2016 qualifizierte er sich bei den Europameisterschaften in Amsterdam für das Finale. Darin konnte er allerdings keine weiteren Sprünge machen und wurde Elfter. Im nächsten Jahr wurde er erneut spanischer Hallenmeister und trat ebenfalls im Frühjahr bei den Halleneuropameisterschaften in Belgrad an, bei denen er Neunter wurde. Bei den Weltmeisterschaften in London brachte er es auf keine gültige Weite. 2018 zog er bei den Hallenweltmeisterschaften in Birmingham in das Finale ein, in dem er mit 7,91 m den achten und damit letzten Platz belegte. 2019 gewann Cáceres erneut sowohl in der Halle, als auch in der Freiluft die nationalen Meistertitel. Im März belegte er den vierten Platz bei den Halleneuropameisterschaften in Glasgow. Nachdem er im August erneut Sprünge zeigte, die deutlich über die Acht-Meter-Marke hinausgingen, trat er im September auch bei den Weltmeisterschaften in Doha an. Nachdem er mit einem Sprung auf 8,01 m das Finale erreichte, zeigte er darin die gleiche Weite erneut und belegte den siebten Platz.
2021 gelang Cáceres die Qualifikation zur zweiten Teilnahme bei den Olympischen Sommerspielen. Als Fünfter seiner Qualifikationsgruppe zog er in das Finale ein, in dem er mit Saisonbestleistung von 8,18 den vierten Platz belegte. Zur Bronzemedaille, die der Kubaner Maykel Massó gewann, fehlten ihm lediglich drei Zentimeter. 2022 startete er in den USA zu seinen insgesamt fünften Weltmeisterschaften. Als Fünfter seiner Qualifikationsgruppe erreichte er das Finale, das er als Achter beendete. Einen Monat später startete er bei den Europameisterschaften in München und verpasste als Vierter knapp, wie so oft in seiner Karriere, die Medaille bei einem sportlichen Großereignis.
Insgesamt wurde Cáceres bislang 14 Mal spanischer Meister, sieben Mal in der Freiluft und sieben Mal in der Halle. Er lebt und trainiert heute in Madrid, nachdem er lange Zeit in seiner Heimat in Onil lebte. In den letzten Jahren warfen ihn immer wieder komplizierte Verletzungen, unter anderem an der Achillessehne, zurück. Er galt lange Zeit als Wunderkind, da er bereits mit 18 Jahren über 8,20 m gesprungen war. Aufgrund der vielen Verletzungen und der Enttäuschung von den Weltmeisterschaften 2017 musste er mehrfach seine Technik umstellen und die Leichtigkeit für das Springen wieder finden.

## Wichtige Wettbewerbe

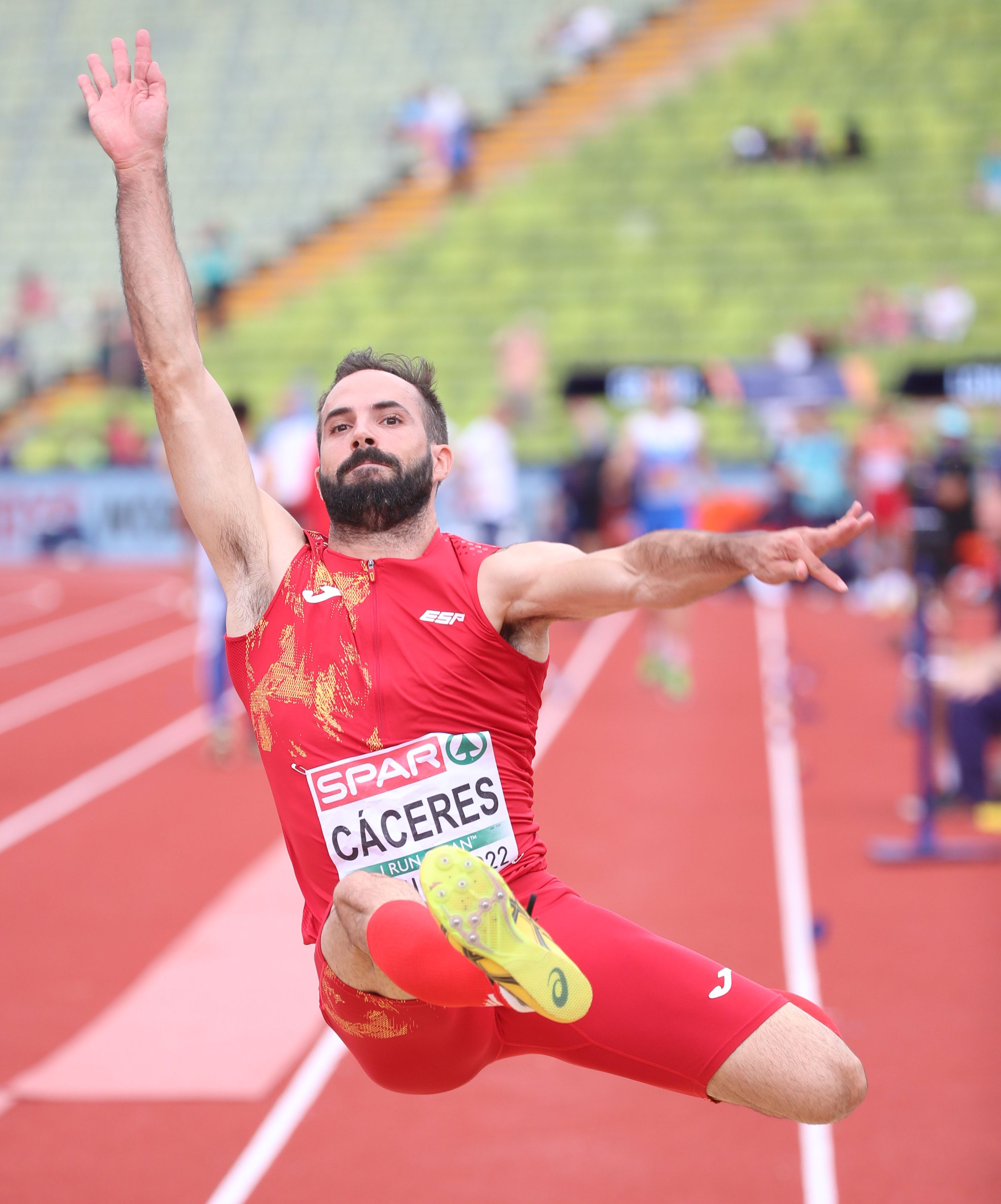
Cáceres bei den European Championships 2022 in München

| Jahr                | Veranstaltung               | Ort                 | Platz               | Disziplin           | Weite/Zeit/Punkte   |
| Startet für Spanien | Startet für Spanien         | Startet für Spanien | Startet für Spanien | Startet für Spanien | Startet für Spanien |
| ------------------- | --------------------------- | ------------------- | ------------------- | ------------------- | ------------------- |
| 2007                | U18-Weltmeisterschaften     | Ostrava             | 6.                  | Achtkampf           | 6144 Punkte         |
| 2008                | U20-Weltmeisterschaften     | Bydgoszcz           | 3.                  | Weitsprung          | 7,59 m              |
| 2008                | U20-Weltmeisterschaften     | Bydgoszcz           |                     | 4 × 100 m           | DNF                 |
| 2009                | U20-Europameisterschaften   | Novi Sad            | ?                   | 100 m               | 10,66 s             |
| 2009                | U20-Europameisterschaften   | Novi Sad            | 6.                  | Weitsprung          | 7,64 m              |
| 2009                | U20-Europameisterschaften   | Novi Sad            | 6.                  | 4 × 100 m           | 40,03 s             |
| 2010                | U20-Weltmeisterschaften     | Moncton             | 2.                  | Weitsprung          | 7,90 m              |
| 2010                | U20-Weltmeisterschaften     | Moncton             | 16.                 | 4 × 100 m           | 40,82 s             |
| 2010                | Europameisterschaften       | Barcelona           | 8.                  | Weitsprung          | 7,93 m              |
| 2011                | Halleneuropameisterschaften | Paris               | 11.                 | Weitsprung          | 7,83 m              |
| 2011                | U23-Europameisterschaften   | Ostrava             | 8.                  | Weitsprung          | 7,64 m              |
| 2011                | U23-Europameisterschaften   | Ostrava             |                     | 4 × 100 m           | DNF                 |
| 2011                | Weltmeisterschaften         | Daegu               | 18.                 | Weitsprung          | 7,91 m              |
| 2012                | Hallenweltmeisterschaften   | Istanbul            | 11.                 | Weitsprung          | 7,71 m              |
| 2012                | Europameisterschaften       | Helsinki            | 5.                  | Weitsprung          | 8,06 m              |
| 2012                | Olympische Sommerspiele     | London              | 14.                 | Weitsprung          | 7,92 m              |
| 2013                | U23-Europameisterschaften   | Tampere             | 1.                  | Weitsprung          | 8,37 m              |
| 2013                | U23-Europameisterschaften   | Tampere             | 3.                  | 4 × 100 m           | 38,87 s             |
| 2013                | Weltmeisterschaften         | Moskau              | 4.                  | Weitsprung          | 8,26 m              |
| 2014                | Europameisterschaften       | Zürich              | 4.                  | Weitsprung          | 8,11 m              |
| 2016                | Europameisterschaften       | Amsterdam           | 11.                 | Weitsprung          | 7,91 m              |
| 2017                | Halleneuropameisterschaften | Belgrad             | 9.                  | Weitsprung          | 7,72 m              |
| 2017                | Weltmeisterschaften         | London              |                     | Weitsprung          | o.g.V.              |
| 2018                | Hallenweltmeisterschaften   | Birmingham          | 8.                  | Weitsprung          | 7,91 m              |
| 2019                | Halleneuropameisterschaften | Glasgow             | 4.                  | Weitsprung          | 7,98 m              |
| 2019                | Weltmeisterschaften         | Doha                | 7.                  | Weitsprung          | 8,01 m              |
| 2021                | Olympische Sommerspiele     | Tokio               | 4.                  | Weitsprung          | 8,18 m              |
| 2022                | Weltmeisterschaften         | Eugene              | 8.                  | Weitsprung          | 7,93 m              |
| 2022                | Europameisterschaften       | München             | 4.                  | Weitsprung          | 7,98 m              |

## Persönliche Bestleistungen
Freiluft
- 100 m: 10,37 s, 12. Juli 2012, Toledo
- Weitsprung: 8,32 m, 12. Juli 2013, Tampere

Halle
- Weitsprung: 8,16 m, 31. Januar 2015, Karlsruhe